# ブラックビート
ブラックビートは、ブドウの栽培品種の１つである。
育成者は熊本県宇城市の河野隆夫氏で、2004年6月4日に品種登録された。

## 概要
藤稔にピオーネを交配した４倍体品種で、果皮色は黒である。巨峰よりも収穫が早く大粒となるが、糖度は巨峰よりもやや低い。スリップスキンではないため剥皮性が悪く、やや食べにくい。

## 果皮色
ブドウの果皮色は着色遺伝子座に存在するMYBハプロタイプの構成により決定されることが明らかとなっており、そのハプロタイプは着色能力を持たないAと着色能力を持つE1とE２がある。なお、E2はE1よりも着色能力が高い。翠峰のような４倍体の緑色品種のMYBハプロタイプはA/A/A/Aであり、クイーンニーナのような４倍体の赤色品種のMYBハプロタイプはA/A/A/E1である。巨峰や藤稔といった既存の４倍体の黒色品種のMYBハプロタイプはA/A/E1/E2である。しかし、巨峰や藤稔は近年の地球温暖化などの影響により、黒色にならずに赤黒い果皮色で収穫期を迎えてしまう着色不良が問題となっている。一方、ブラックビートのMYBハプロタイブはE1/E1/E2/E2であり、非常に着色が良好であることから、地球温暖化に対応した品種として注目が高まっている。